# Kothanallur
Kothanallur es una ciudad y nagar Panchayat situada en el distrito de Kanyakumari en el estado de Tamil Nadu (India). Su población es de 17662 habitantes (2011). Se encuentra a 54 km de Thiruvananthapuram y a 70 km de Tirunelveli. 

## Demografía
Según el censo de 2011 la población de Kothanallur era de 17662 habitantes, de los cuales 8852 eran hombres y 8810 eran mujeres. Kothanallur tiene una tasa media de alfabetización del 91,56%, superior a la media estatal del 80,09%: la alfabetización masculina es del 93,26%, y la alfabetización femenina del 89,87%.